# Hermine Coyet Ohlén
Hermine Coyet Ohlén, född 1951, är en svensk journalist och chefredaktör för den svenska utgåvan av tidningen Elle.
Hermine Coyet Ohlén kom till Elle 1992 och blev då tidningens redaktionschef och har sedan 1996 varit ansvarig utgivare för Elle. År 2009 till 2014 var  hon även chefredaktör.
Coyet Ohlén är också initiativtagare till Ellegalan, som startade 1997 och som varje år delar ut priser till designers, fotografer, stylister och andra som utmärkt sig i modebranschen i Sverige och internationellt. Galan prisades som Årets marknadsföringsinsats 2012 av Sveriges Tidskrifter.
År 1999 utsågs Hermine Coyet Ohlén till årets journalist av Sveriges Tidskrifter. 2012 tog hon emot utmärkelsen för årets innovation för ELLE trend app av Sveriges Tidskrifter. År 2013 utsågs Coyet Ohlén till en av Näringslivets superkommunikatörer av tidningen Resumé. Mellan 2006 och 2008 satt Coyet Ohlén i juryn för Stora Journalistpriset.